# Dai Tsukamoto
Dai Tsukamoto (塚元 大 Tsukamoto Dai?, Izumi, Osaka, 23 de junio de 2001) es un futbolista japonés que juega como delantero en el Zweigen Kanazawa.

## Trayectoria
En 2019 se unió al Gamba Osaka de la J1 League.

### Clubes
| Club                      | País  | Año           |
| ------------------------- | ----- | ------------- |
| Gamba Osaka               | Japón | 2019-2023     |
| Zweigen Kanazawa (cedido) | Japón | 2022          |
| Zweigen Kanazawa          | Japón | 2024-presente |